# NASCAR Truck Series
De NASCAR Truck Series, voorheen de NASCAR Craftsman Truck Series en tot en met het seizoen 2018 de Camping World Truck Series, is een stockcarkampioenschap voor pick-ups in de Verenigde Staten. Dit kampioenschap ging van start in 1994 en is naast de NASCAR Sprint Cup en de NASCAR Xfinity Series het derde nationale stockcarkampioenschap in de Verenigde Staten. Gereedschapsfabrikant Craftsman was de hoofdsponsor van 1995 tot en met 2008, vanaf 2009 werd Camping World de hoofdsponsor, een bedrijf dat campers en kampeermateriaal verkoopt. Met ingang van het seizoen 2019 werd Gander Outdoors de nieuwe hoofdsponsor, een bedrijf dat zich net als moederbedrijf Camping World gespecialiseerd heeft in kampeerartikelen en verkoopt daarnaast jacht- en visartikelen.

## Geschiedenis
In 1993 beslisten vier coureurs uit het SCORE International-kampioenschap om een prototype te bouwen voor een toekomstig NASCAR kampioenschap voor pick-ups, met als doel een groter publiek te bereiken voor het pick-up racen. In 1994 werd een eerste demonstratie-race gehouden in het weekend van de Daytona 500. Later dat jaar volgden er nog drie races op andere circuits. Vanaf 1995 startte het eerste volwaardige seizoen.
Sommige Winston Cup-coureurs en teams toonden interesse in deze raceklasse. Met onder meer Richard Childress Racing, Hendrick Motorsports en Roush Fenway Racing kreeg de raceklasse topteams die ook aanwezig waren in de Winston Cup. In het begin van het kampioenschap had de raceklasse afwijkende regels ten opzichte van de andere NASCAR-kampioenschappen, maar na verloop van tijd werden de regels in de mate van het mogelijke meer geharmoniseerd. Zo werd de Green-white-checker finish-regel in de periode 2004-2005 geïntroduceerd in de drie nationale raceklassen. Ook maakte de Truck Series in het begin gebruik van andere circuits, maar na verloop van tijd werd er merendeels op dezelfde circuits gereden als in de andere raceklassen. De races zijn wel korter in vergelijking met de Sprint Cup en de Nationwide Series.
Vanaf 2011 kunnen coureurs nog enkel punten verdienen in een van de drie NASCAR-kampioenschappen. De rijders kiezen aan het begin van het seizoen hun hoofdkampioenschap. Rijders die de Sprint Cup of de Nationwide Series als hun hoofddoel gekozen hebben, mogen nog wel deelnemen aan de Truck Series maar worden niet opgenomen in het kampioenschap.

## De auto

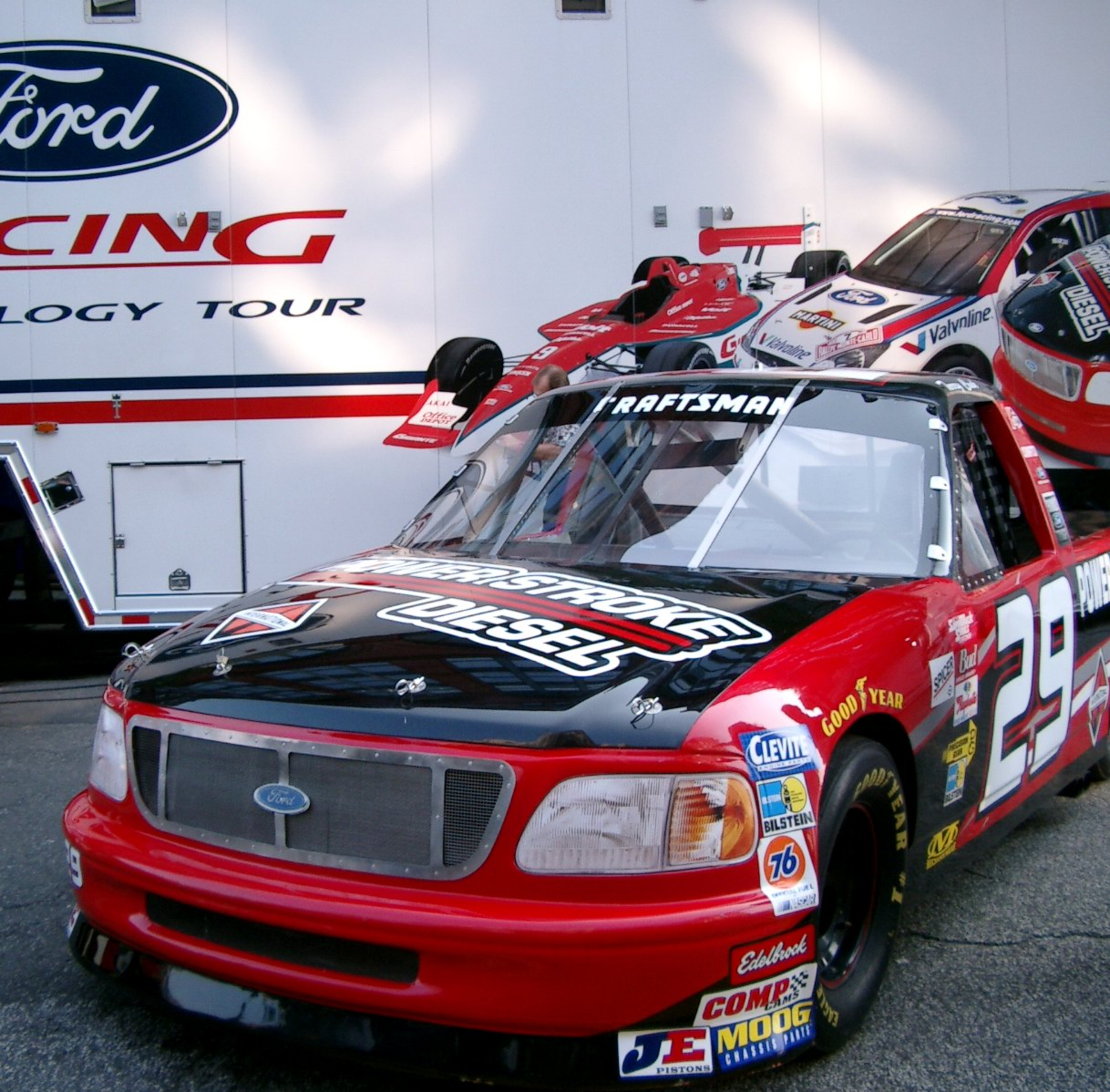
Een Ford F-150 uit 2003.

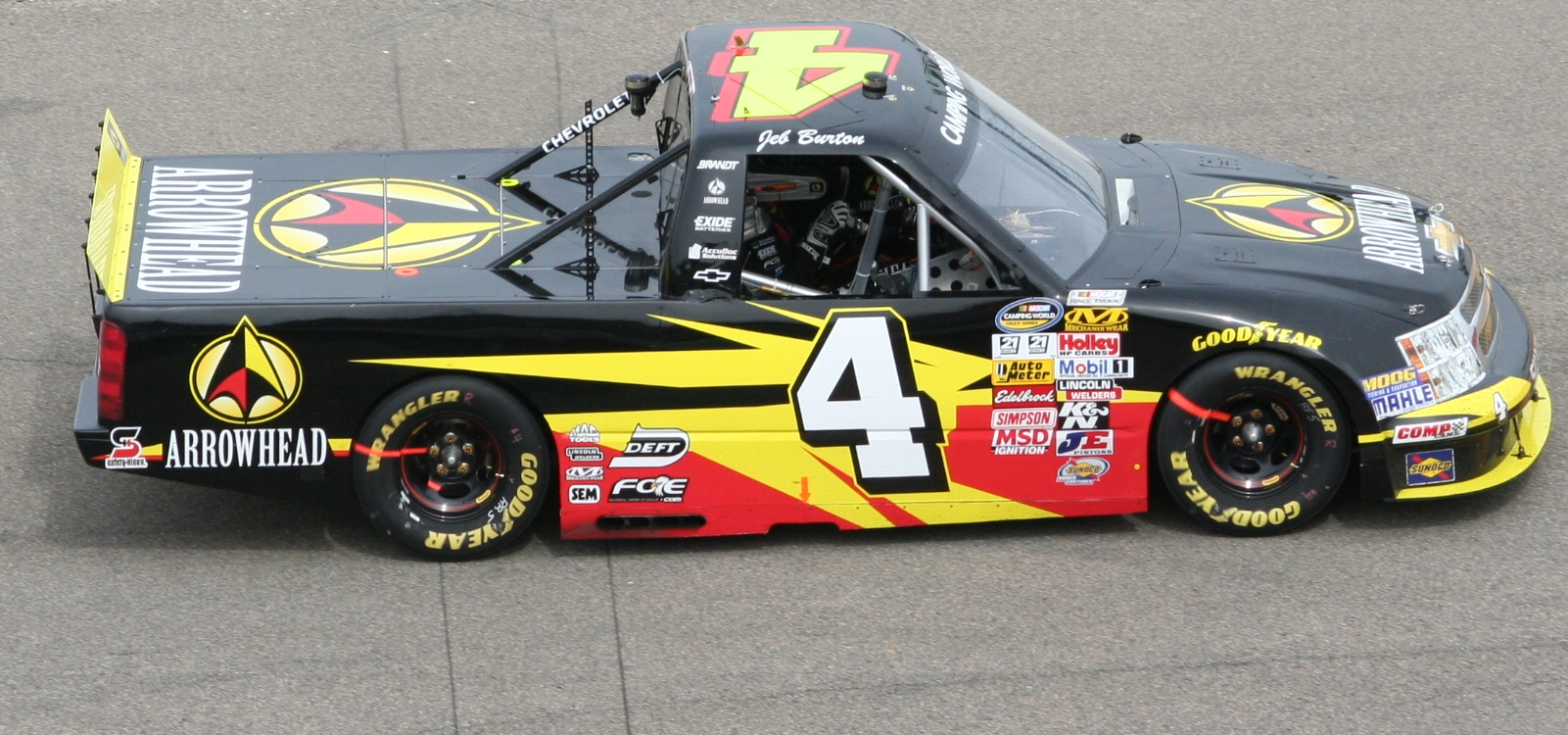
Een Chevrolet Silverado uit 2013.

In de Camping World Truck Series zijn momenteel drie automerken vertegenwoordigd:
- Chevrolet
- Ford
- Toyota

Van 1995 tot en met 2016 reed ook Dodge mee. Vanaf 2013 stopte evenwel de fabrieksondersteuning.

De auto moet voldoen aan de volgende specificaties:
- Chassis: Stalen buizenframe met veiligheidskooi.
- Cilinderinhoud: : 358in³ (5.8l), stoterstang-V8 motor.
- Versnellingsbak: 4 versnellingen, manueel.
- Gewicht: minimaal 1,565 kg exclusief coureur.
- Vermogen: 650–700 pk, 485–522 kw.
- Brandstof: loodvrije benzine, 98 RON.
- Capaciteit van de tank: 68 liter.
- Brandstoftoevoer: Carburateur.
- Compressieverhouding: 12:1.
- Atmosferische motor
- Wielbasis: 2845 mm.
- Besturing: Stuurbekrachtiging.
- Banden: zonder profiel, Goodyear.

## Kampioenen
| Jaar | Kampioen         | Rookie of the Year | Most popular Driver Award |
| ---- | ---------------- | ------------------ | ------------------------- |
| 1995 | Mike Skinner     | –                  | Butch Miller              |
| 1996 | Ron Hornaday     | Bryan Reffner      | Jimmy Hensley             |
| 1997 | Jack Sprague     | Kenny Irwin Jr.    | Ron Hornaday              |
| 1998 | Ron Hornaday     | Greg Biffle        | Stacy Compton             |
| 1999 | Jack Sprague     | Mike Stefanik      | Dennis Setzer             |
| 2000 | Greg Biffle      | Kurt Busch         | Greg Biffle               |
| 2001 | Jack Sprague     | Travis Kvapil      | Joe Ruttman               |
| 2002 | Mike Bliss       | Brendan Gaughan    | David Starr               |
| 2003 | Travis Kvapil    | Carl Edwards       | Brendan Gaughan           |
| 2004 | Bobby Hamilton   | David Reutimann    | Steve Park                |
| 2005 | Ted Musgrave     | Todd Kluever       | Ron Hornaday              |
| 2006 | Todd Bodine      | Erik Darnell       | Johnny Benson             |
| 2007 | Ron Hornaday     | Willie Allen       | Johnny Benson             |
| 2008 | Johnny Benson    | Colin Braun        | Johnny Benson             |
| 2009 | Ron Hornaday     | Johnny Sauter      | Ricky Carmichael          |
| 2010 | Todd Bodine      | Austin Dillon      | Narain Karthikeyan        |
| 2011 | Austin Dillon    | Joey Coulter       | Austin Dillon             |
| 2012 | James Buescher   | Ty Dillon          | Nelson Piquet jr.         |
| 2013 | Matt Crafton     | Ryan Blaney        | Ty Dillon                 |
| 2014 | Matt Crafton     | Ben Kennedy        | Ryan Blaney               |
| 2015 | Erik Jones       | Erik Jones         | John Nemechek             |
| 2016 | Johnny Sauter    | William Byron      | Tyler Reddick             |
| 2017 | Christopher Bell | Chase Briscoe      | Chase Briscoe             |
| 2018 | Brett Moffitt    | Myatt Snider       | Noah Gragson              |
| 2019 | Matt Crafton     | Tyler Ankrum       | Ross Chastain             |
| 2020 | Sheldon Creed    | Zane Smith         | Zane Smith                |
| 2021 | Ben Rhodes       | Chandler Smith     |                           |